# Moshi Urban (huyện)
Moshi Urban là một huyện thuộc vùng Kilimanjaro, Tanzania. Thủ phủ của huyện Moshi Urban đóng tại Moshi. Huyện Moshi Urban có diện tích 58 ki lô mét vuông. Đến thời điểm điều tra dân số ngày 25 tháng 8 năm 2002, huyện Moshi Urban có dân số 143799 người.